# 톰과 제리의 영화 목록
이 문서는 톰과 제리의 캐릭터가 주인공으로 등장하는 영화 목록이다.

## 영화 표
| #  | 제목                                         | 출시일           |
| -- | -------------------------------------------- | ---------------- |
| 1  | 《톰과 제리》                                | 1993년 7월 30일  |
| 2  | 《톰과 제리의 요술 반지》                    | 2002년 3월 12일  |
| 3  | 《톰과 제리: 화성에 가다》                   | 2005년 1월 18일  |
| 4  | 《톰과 제리: 수퍼레이스》                    | 2005년 10월 11일 |
| 5  | 《톰과 제리: 보물섬 대소동》                 | 2006년 8월 22일  |
| 6  | 《톰과 제리: 호두 까기 인형 이야기》         | 2007년 10월 2일  |
| 7  | 《톰과 제리: 셜록 홈즈》                     | 2010년 8월 24일  |
| 8  | 《톰과 제리: 오즈의 마법사》                 | 2011년 8월 23일  |
| 9  | 《톰과 제리: 로빈 후드 앤 히즈 메리 마우스》 | 2012년 9월 28일  |
| 10 | 《톰과 제리: 잭과 콩나무》                   | 2013년 8월 6일   |
| 11 | 《톰과 제리: 사라진 드래곤》                 | 2014년 9월 2일   |
| 12 | 《톰과 제리: 스파이 대작전》                 | 2015년 6월 23일  |
| 13 | 《오즈의 마법사: 돌아온 톰과 제리》          | 2016년 6월 21일  |
| 14 | 《톰과 제리: 윌리 웡카와 초콜릿 공장》       | 2017년 7월 11일  |
| 15 | 《톰과 제리》                                | 2021년 3월 5일   |